# Więzadło krzyżowe przednie

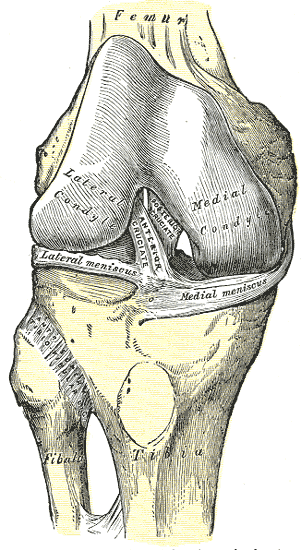
Prawy staw kolanowy widziany od przodu. Więzadło krzyżowe przednie (anterior cruciate) znajduje się w centrum grafiki.

Więzadło krzyżowe przednie (łac. ligamentum cruciatum anterius) – wewnątrzstawowe więzadło stawu kolanowego (jest objęte błoną włóknistą, ale również pokryte błoną maziową, dlatego leży na zewnątrz jamy stawowej). Więzadło ma budowę dwupęczkową – pęczki są niezależnie przyczepione do kości udowej i piszczelowej. Uszkodzenie więzadła jest jedną z najczęstszych przyczyn kontuzji u sportowców.

## Przebieg
Więzadło przyczepia się do wewnętrznej powierzchni kłykcia bocznego kości udowej (przy jego brzegu tylnym). Biegnie skośnie w dół i przyśrodkowo. Końcowy przyczep znajduje się w polu międzykłykciowym przednim kości piszczelowej.

## Funkcje
- połączenie kości udowej i piszczelowej
- stabilizacja stawu, szczególnie w położeniach zgięciowych